# Magyar Katolikus Püspöki Konferencia

Magyarország katolikus egyházmegyéi 2015. március 20. előtt (A képen még nem szerepelnek az ekkor létrehozott görögkatolikus egyházmegyék)

A Magyar Katolikus Püspöki Konferencia (rövidítve: MKPK) a magyar katolikus egyház püspökeinek testülete. Tagja minden aktív – nem nyugalmazott – megyéspüspök és segédpüspök, valamint a széküresedésben lévő (sede vacante) egyházmegyék (a pápa által kinevezett) apostoli kormányzói vagy (az előbbi hiányában az egyházmegye megfelelő testülete által megválasztott) egyházmegyei kormányzói.
A II. vatikáni zsinat óta a püspökök ún. püspöki konferenciákban dolgoznak. Általában egy adott terület, például egy ország püspökei alkotják az adott terület püspöki karát. A püspöki kart (konferenciát) az elnök vezeti. Magyarországon a Magyar Katolikus Püspöki Konferencia működik.

## Történelem
A Kádár-rendszer alatt a kis engedményeknek, a vallásüldözés enyhítésének ára az volt, hogy a klérus (ritka kivételekkel, mint Endrey Mihály váci vagy Udvardy József szeged-csanádi püspök) gyakorlatilag önként alárendelte magát az államnak. A püspöki konferencia üléseit nemcsak lehallgatták, de a napirendet is az ÁEH határozta meg.
A magyarországi egyházmegyék megyéspüspökei 2001-ben, 2008-ban és 2017-ben ad limina látogatást tettek Rómában.

## Elnökei
- Hamvas Endre (1966–1969)
- Ijjas József (1969-1976)
- Lékai László (1976-1986)
- Paskai László (1986–1990)
- Seregély István (1990–2005)
- Erdő Péter (2005–2015)
- Veres András (2015–)

## Tagjai

### Megyéspüspökök
| Fénykép | Címer | Név, beosztás                                        | Születési helye, ideje                                   | Kinevezés dátuma |
| ------- | ----- | ---------------------------------------------------- | -------------------------------------------------------- | --- |
|         |       | Erdő Péter bíboros, prímás esztergom-budapesti érsek | Budapest, 1952. június 25. (73 éves)                     | székesfehérvári segédpüspök: 1999. november 5. – 2002. december 7. esztergom-budapesti érsek: 2002. december 7. - bíborossá kreálva: 2003. október 21. A Magyar Katolikus Püspöki Konferencia elnöke (2005–2015), a CCEE elnöke (2006-2016). A Magyar Katolikus Püspöki Konferencia Állandó Tanácsának tagja.                                                       |
|         |       | Bábel Balázs kalocsa-kecskeméti érsek                | Gyón, 1950. október 18. (74 éves)                        | koadjutor kalocsa-kecskeméti érsek: 1999. február 24. kalocsa-kecskeméti érsek: 1999. június 25. - |
|         |       | Ternyák Csaba egri érsek                             | Fertőszentmiklós, 1953. december 4. (71 éves)            | esztergom-budapesti segédpüspök: 1992. december 24. – 1997. december 11. A Kléruskongregáció titkára: 1997. december 11. – 2007. március 15. egri érsek: 2007. március 15. - A Magyar Katolikus Püspöki Konferencia elnökhelyettese (2010-2015). |
|         |       | Udvardy György veszprémi érsek                       | Balassagyarmat, 1960. május 14. (65 éves)                | esztergom-budapesti segédpüspök: 2004. január 24. – 2011. április 9. pécsi megyéspüspök: 2011. április 9. – 2019. július 12. pécsi apostoli adminisztrátor: 2019. július 12. – 2021. január 6. veszprémi érsek: 2019. július 12. - A Magyar Katolikus Püspöki Konferencia elnökhelyettese (2015–). A Magyar Katolikus Püspöki Konferencia állandó Tanácsának tagja. |
|         |       | Kocsis Fülöp Péter hajdúdorogi érsek                 | Szeged, 1963. január 13. (62 éves)                       | hajdúdorogi megyéspüspök: 2008. május 2. – 2015. március 20. miskolci apostoli adminisztrátor: 2008. május 2. – 2011. május 5. hajdúdorogi érsek: 2015. március 20. - |
|         |       | Veres András győri megyéspüspök                      | Pócspetri, 1959. november 30. (65 éves)                  | egri segédpüspök: 1999. november 5. – 2006. június 20. szombathelyi megyéspüspök: 2006. június 20. – 2016. május 17. pécsi apostoli adminisztrátor: 2011. január 19. – 2011. április 25. győri megyéspüspök: 2016. május 17. - A Magyar Katolikus Püspöki Konferencia elnöke (2015–).                                                                               |
|         |       | Kiss-Rigó László szeged-csanádi megyéspüspök         | Budapest, 1955. április 6. (70 éves)                     | esztergom-budapesti segédpüspök: 2004. január 24. – 2006. június 20. szeged-csanádi megyéspüspök: 2006. június 20. - |
|         |       | Varga László kaposvári megyéspüspök                  | Tapolca, 1956. augusztus 17. (68 éves)                   | kaposvári megyéspüspök: 2017. március 25. - |
|         |       | Spányi Antal székesfehérvári megyéspüspök            | Budapest, 1950. november 13. (74 éves)                   | esztergom-budapesti segédpüspök: 1998. február 13. – 2003. április 4. székesfehérvári megyéspüspök: 2003. április 4. - |
|         |       | Orosz Atanáz miskolci megyéspüspök                   | Nyíregyháza, 1960. május 11. (65 éves)                   | miskolci apostoli adminisztrátor: 2011. május 5. – 2020. március 20. nyíregyházi apostoli kormányzó: 2015. március 20. – 2015. október 31. miskolci megyéspüspök: 2015. március 20. - |
|         |       | Palánki Ferenc debrecen-nyíregyházi megyéspüspök     | Balassagyarmat, 1964. március 11. (61 éves)              | egri segédpüspök: 2010. december 27. – 2015. szeptember 21. debrecen-nyíregyházi megyéspüspök: 2015. szeptember 21. - |
|         |       | Székely János szombathelyi megyéspüspök              | Budapest, 1964. június 7. (61 éves)                      | esztergom-budapesti segédpüspök: 2007. november 11. – 2017. június 18. szombathelyi megyéspüspök: 2017. június 18. - A Magyar Katolikus Püspöki Konferencia Állandó Tanácsának tagja. |
|         |       | Szocska Ábel OSBM nyíregyházi megyéspüspök           | Szovjetunió – Nagyszőlős, 1972. szeptember 24. (52 éves) | nyíregyházi apostoli adminisztrátor: 2015. október 31. – 2018. április 7. nyíregyházi megyéspüspök: 2018. április 7. - |
|         |       | Marton Zsolt váci megyéspüspök                       | Budapest, 1966. március 26. (59 éves)                    | váci megyéspüspök: 2019. július 12. - |
|         |       | Felföldi László pécsi megyéspüspök                   | Geszteréd, 1961. február 4. (64 éves)                    | pécsi megyéspüspök: 2020. november 18. - |
|         |       | Berta Tibor tábornok katonai ordinárius              | Kaposvár, 1966. június 19. (59 éves)                     | katonai ordinárius: 2021. február 18. - |

### Segédpüspökök
| Fénykép | Címer | Név, beosztás                                                                | Születési helye, ideje                    | Kinevezés dátuma                                    |
| ------- | ----- | ---------------------------------------------------------------------------- | ----------------------------------------- | --------------------------------------------------- |
|         |       | Varga Lajos Sicca Veneria-i címzetes püspök váci segédpüspök                 | Budapest, 1950. december 5. (74 éves)     | váci segédpüspök: 2006. május 27. –                 |
|         |       | Mohos Gábor iliturgi címzetes püspök esztergom-budapesti segédpüspök         | Budapest, 1973. szeptember 11. (51 éves)  | esztergom-budapesti segédpüspök: 2018. október 4. – |
|         |       | Fekete Szabolcs Benedek basti címzetes püspök szombathelyi segédpüspök       | Kőszeg, 1977. december 17. (47 éves)      | szombathelyi segédpüspök: 2022. március 11. –       |
|         |       | Martos Levente Balázs trebai címzetes püspök esztergom-budapesti segédpüspök | Szombathely, 1973. november 18. (51 éves) | esztergom-budapesti segédpüspök: 2023. február 3. – |
|         |       | Fábry Kornélguardialfierai címzetes püspök esztergom-budapesti segédpüspök   | Budapest, 1972. október 22. (52 éves)     | esztergom-budapesti segédpüspök: 2023. június 27. – |

### A Magyar Katolikus Püspöki Konferencia nem püspök tagjai
Az Egyházi Törvénykönyv értelmében a megyéspüspökkel azonos jogokkal és kötelezettségekkel rendelkeznek az apostoli, illetve egyházmegyei kormányzók, valamint a területi apát, így jogosultak a rájuk bízott részegyház képviseletében a püspöki konferencia ülésein részt venni.
| Címer | Név, beosztás                                                                      | Születési helye, ideje                 | Kinevezés dátuma                        |
| ----- | ---------------------------------------------------------------------------------- | -------------------------------------- | --------------------------------------- |
|       | Hortobágyi T. Cirill pannonhalmi főapát a Pannonhalmi Területi Apátság ordináriusa | Nagytálya, 1959. február 22. (66 éves) | pannonhalmi főapát: 2018. február 16. - |

### Nyugállományban lévő püspökök (akik már nem tagjai a konferenciának)
| Fénykép | Címer | Név, beosztás | Születési helye, ideje                     | Korábban betöltött szolgálat(ok) |
| ------- | ----- | --- | ------------------------------------------ | --- |
|         |       | Ladocsi Gáspár vezérőrnagy risiniumi címzetes püspök nyugalmazott esztergom-budapesti segédpüspök nyugalmazott katonai ordinárius | Nagybajcs, 1952. június 26. (73 éves)      | katonai ordinárius: 1994. április 18. – 2001. november 28. esztergom-budapesti segédpüspök: 2001. november 28. – 2010. november 26. |
|         |       | Mayer Mihály nyugalmazott pécsi megyéspüspök                                                                                      | Kisdorog, 1941. január 31. (84 éves)       | pécsi segédpüspök: 1988. december 23. – 1989. november 3. pécsi megyéspüspök: 1989. november 3. – 2011. január 19.                  |
|         |       | Katona István nyugalmazott egri segédpüspök                                                                                       | Nagykáta, 1928. október 3. (96 éves)       | váci segédpüspök: 1989. november 3. – 1997. október 10. egri segédpüspök: 1997. október 10. – 2013. november 25.                    |
|         |       | Bosák Nándor nyugalmazott debrecen-nyíregyházi megyéspüspök                                                                       | Taksonyfalva, 1939. december 28. (85 éves) | debrecen-nyíregyházi megyéspüspök: 1993. május 31. – 2015. szeptember 21.                                                           |
|         |       | Pápai Lajos nyugalmazott győri megyéspüspök                                                                                       | Győr, 1940. szeptember 6. (84 éves)        | győri megyéspüspök: 1991. március 18. – 2016. május 17.                                                                             |
|         |       | Balás Béla nyugalmazott kaposvári megyéspüspök                                                                                    | Budapest, 1941. március 25. (84 éves)      | veszprémi segédpüspök: 1992. augusztus 10. – 1993. május 31. kaposvári megyéspüspök: 1993. május 31. – 2017. március 25.            |
|         |       | Várszegi Asztrik címzetes culusi püspök nyugalmazott pannonhalmi főapát                                                           | Sopron, 1946. január 26. (79 éves)         | esztergom-budapesti segédpüspök: 1988. december 23. – 1991. március 18. pannonhalmi főapát: 1991. március 18. – 2018. február 16.   |
|         |       | Márfi Gyula nyugalmazott veszprémi érsek                                                                                          | Pördefölde, 1943. december 17. (81 éves)   | egri segédpüspök: 1995. november 11. – 1997. augusztus 14. veszprémi érsek: 1997. augusztus 14. – 2019. július 12.                  |
|         |       | Beer Miklós nyugalmazott váci megyéspüspök                                                                                        | Budapest, 1943. június 1. (82 éves)        | esztergom-budapesti segédpüspök: 2000. április 8. – 2003. május 27. váci megyéspüspök: 2003. május 27. – 2019. július 12.           |
|         |       | Biró László nyugalmazott katonai ordinárius                                                                                       | Szekszárd, 1950. október 31. (74 éves)     | kalocsa-kecskeméti segédpüspök: 1994. április 18. – 2008. november 20. katonai ordinárius: 2008. november 20. – 2021. február 18.   |

## Szervezet

### Tisztségviselői
- Elnök: Veres András győri megyéspüspök
- Elnökhelyettes: Udvardy György veszprémi érsek
- Titkár: dr. Németh Gábor
- Irodaigazgató: dr. Czapkó Mihály[35]

A titkárság címe: 1071 Budapest, Városligeti fasor 45.

### A Magyar Katolikus Püspöki Konferencia Állandó Tanácsának tagjai
- Dr. Veres András győri megyéspüspök, az MKPK elnöke
- Dr. Udvardy György veszprémi érsek, az MKPK elnökhelyettese
- Dr. Erdő Péter bíboros, esztergom-budapesti érsek
- Dr. Székely János szombathelyi megyéspüspök

### A Magyar Katolikus Püspöki Konferencia bizottságai
A konferencia bizottságai ötéves megbízással végzik munkájukat. Legutóbb 2023-ban újították meg a bizottságok összetételét.

#### I. Hittani Bizottság
- Elnök: Erdő Péter
- Tagjai: Bábel Balázs, Udvardy György, Kiss-Rigó László, Palánki Ferenc, Orosz Atanáz, Hortobágyi T. Cirill, Martos Levente Balázs
  - Teológiai Bizottság: Erdő Péter, Orosz Atanáz, Martos Levente Balázs
  - Hitoktatási Bizottság: Udvardy György
  - Ökumenikus Bizottság: Bábel Balázs, Palánki Ferenc, Orosz Atanáz, Hortobágyi T. Cirill
  - Missziós Bizottság: Kiss-Rigó László

#### II. Liturgikus Bizottság
- Elnök: Veres András
- Tagjai: Bábel Balázs, Hortobágyi T. Cirill, Varga Lajos

#### III. Karitász- és Egészségügyi Lelkipásztorkodás Bizottsága
- Elnök: Spányi Antal
- Tagjai: Varga László, Hortobágyi T. Cirill, Szocska A. Ábel, Felföldi László
  - Karitász Bizottság: Spányi Antal, Szocska A. Ábel, Felföldi László
  - Egészségügyi Bizottság: Varga László

#### IV. A Papság és a Megszentelt Élet Bizottsága
- Elnök: Palánki Ferenc
- Tagjai: Kocsis Fülöp, Spányi Antal, Székely János, Orosz Atanáz, Hortobágyi T. Cirill, Marton Zsolt, Martos Levente Balázs
  - Megszentelt Élet Bizottsága: Kocsis Fülöp, Hortobágyi T. Cirill
  - Szemináriumi Bizottság: Marton Zsolt, Palánki Ferenc, Martos Levente Balázs
  - Hivatásgondozó Bizottság: Székely János, Orosz Atanáz, Martos Levente Balázs

#### V. Világiak Bizottsága és Országos Lelkipásztori Bizottság
- Elnök: Székely János
- Tagjai: Ternyák Csaba, Orosz Atanáz, Varga László, Marton Zsolt, Mohos Gábor, Fekete Szabolcs Benedek, Fábry Kornél
  - Felnőttképzési Bizottság: Székely János
  - Lelkipásztori Bizottság: Ternyák Csaba
  - Családügyi Bizottság: Marton Zsolt
  - Ifjúsági Bizottság: Fábry Kornél, Mohos Gábor, Fekete Szabolcs Benedek
  - Lelkiségek és Mozgalmak Bizottság: Varga László, Mohos Gábor

#### VI. Oktatási Bizottság
- Elnök: Ternyák Csaba
- Tagjai: Erdő Péter, Kiss-Rigó László, Székely János, Hortobágyi T. Cirill, Mohos Gábor
  - Iskola Bizottság: Ternyák Csaba, Kiss-Rigó László, Hortobágyi T. Cirill
  - Felsőoktatási Bizottság: Erdő Péter, Székely János
  - PMI Bizottság: Ternyák Csaba, Mohos Gábor

#### VII. Caritas in Veritate Bizottság
- Elnök: Székely János
- Tagjai: Veres András, Kocsis Fülöp, Fábry Kornél
  - Társadalmi Igazságosság Bizottsága: Székely János
  - Vándorlók és Útonlevők Bizottsága: Fábry Kornél
  - Cigánypasztorációs Bizottság: Kocsis Fülöp, Székely János

#### VIII. A Kultúra és a Közösségi Tájékoztatás Bizottsága
- Elnök: Bábel Balázs
- Tagjai: Spányi Antal, Kiss-Rigó László, Hortobágyi T. Cirill, Berta Tibor, Varga Lajos
  - Kultúra és Tudomány Bizottsága: Hortobágyi T. Cirill
  - Kommunikációs Bizottság: Spányi Antal, Kiss-Rigó László, Berta Tibor
  - Egyházművészeti és Műemléki Bizottság: Varga Lajos

#### IX. Jogi Bizottság
- Elnök: Erdő Péter
- Tagjai: Veres András, Kiss-Rigó László, Palánki Ferenc

#### X. Gazdasági Bizottság
- Elnök: Ternyák Csaba
- Tagjai: Veres András, Kocsis Fülöp, Spányi Antal